# Amblypsilopus graciliventris
Amblypsilopus graciliventris är en tvåvingeart som först beskrevs av Octave Parent 1933.  Amblypsilopus graciliventris ingår i släktet Amblypsilopus och familjen styltflugor. Inga underarter finns listade i Catalogue of Life.